# 凯文·奥利斯
凯文·奥利斯（Kevin Oris，1984年12月6日—），是一名比利时足球运动员，现效力于中国足球超级联赛球队辽宁宏运。

## 俱乐部生涯
2002年，奥利斯在比利时足球丙级联赛球队奥伦开始足球生涯，之后又先后效力于丙级球队莱拉和圣尼古拉。2005年初，他转投丁级联赛球队梅尔豪特，并在2004/05赛季下半赛季出场9次，射进7球。在2005/06赛季，他在丁级联赛27次出场射进35球，这也使得他赢得来自比利时足球甲级联赛球队鲁瑟拉勒的合同。不过他在鲁瑟拉勒表现一般，一个赛季后离队转投乙级球队洛默尔联。2007年夏季，他回到比甲联赛，加盟RAEC蒙斯，但依然表现低迷，2008年转会到乙级联赛的皇家安特卫普，奥利斯在安特卫普有较高的进球率。
2012年1月18日，奥利斯离开比利时，加盟K联赛球队大田市民。他在2012赛季出场37次，射进16球，位列射手榜第五位。2013年，他转会到全北现代。2014年1月，奥利斯加盟中国足球超级联赛球队辽宁宏运。